# Peucedanum stolzii
Peucedanum stolzii är en flockblommig växtart som först beskrevs av Adolf Engler och H.Wolff, och fick sitt nu gällande namn av Minosuke Hiroe. Peucedanum stolzii ingår i släktet siljor, och familjen flockblommiga växter. Inga underarter finns listade i Catalogue of Life.